# Berner Wald
Der Berner Wald ist eine öffentlich zugängliche Grün- und Erholungsfläche in Hamburg. Er besteht aus zwei Flurstücken, einem staatlichen sowie einem privaten und liegt im Stadtteil Farmsen-Berne.

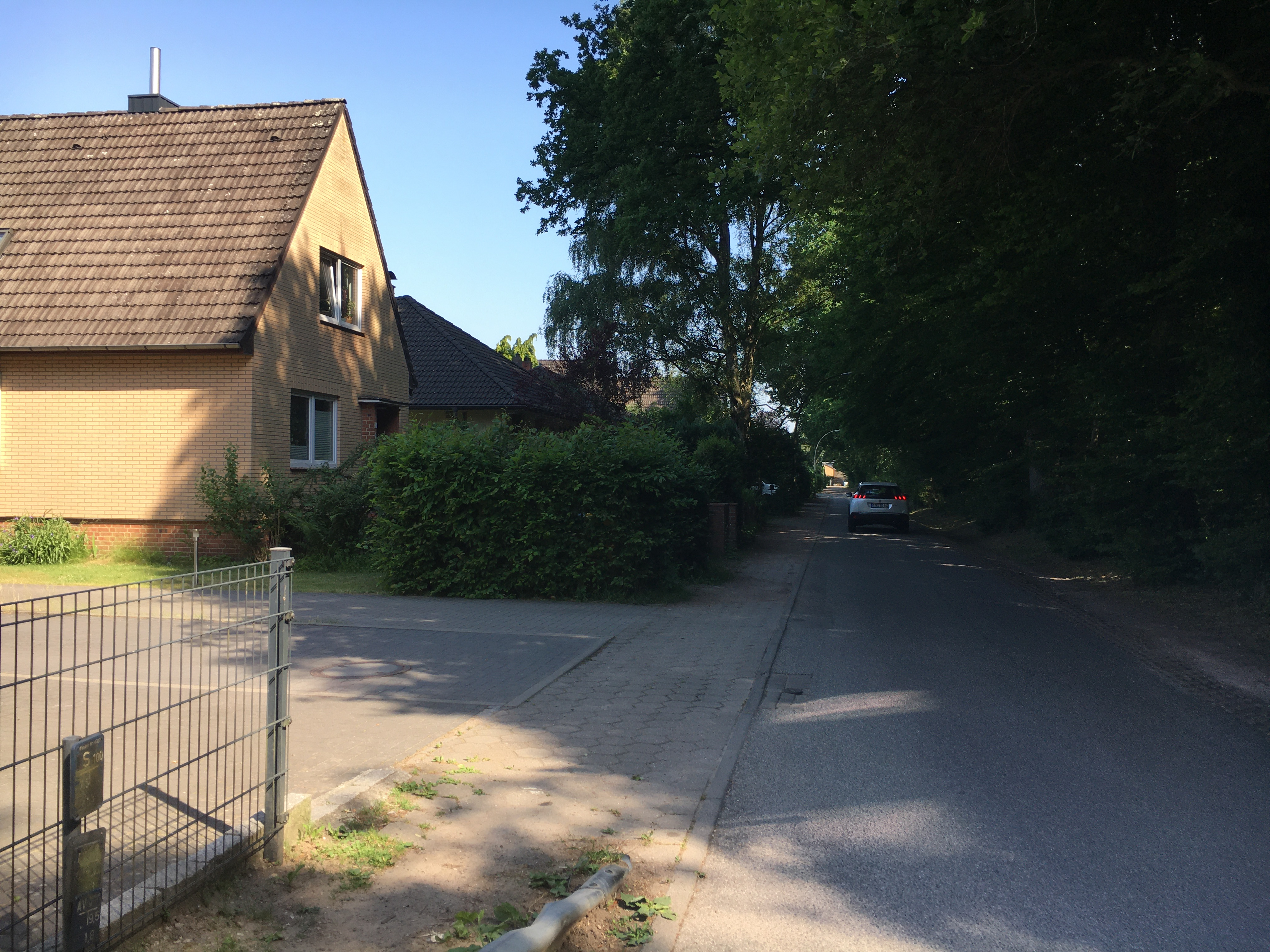
Am Berner Wald

## Lage
Der Wald befindet sich in der Nähe des Berner Gutsparks und der Gartenstadt Berne. Er verläuft zwischen den Straßen Am Berner Wald, De Beern, Saselheider Weg, Pferdekoppel, Kleine Wiese, St. Jürgensstraße und Lienaustraße. Die Berner Au durchfließt einen Teil des Berner Waldes.

## Einrichtungen
Am Berner Wald finden sich Einrichtungen für Kinder, Jugendliche und Erwachsene: der Naturkindergarten Die Waldkinder (Gründungsjahr: 2013), der Bauspielplatz Berne Baui Berni (Gründungsjahr: 1973) und der Kleingartenverein Am Berner Wald e.V. (Gründungsjahr: 1970).

## Geschichtliche Zeugnisse
Drei der insgesamt 365 Röhrenbunker in Hamburg wurden im Berner Wald gebaut. Die Bunker sind noch vorhanden, aber  nicht mehr begehbar (Stand: 2024).